# Macrozamia miquelii
Macrozamia miquelii är en kärlväxtart som först beskrevs av Ferdinand von Mueller, och fick sitt nu gällande namn av A. Dc. Macrozamia miquelii ingår i släktet Macrozamia och familjen Zamiaceae. IUCN kategoriserar arten globalt som livskraftig. Inga underarter finns listade i Catalogue of Life.